# Regionales Übereinkommen über Pan-Europa-Mittelmeer-Präferenzursprungsregeln
Das Regionale Übereinkommen über Pan-Europa-Mittelmeer-Präferenzursprungsregeln ist ein regionales Freihandelsabkommen zwischen (Stand: Januar 2025):
- der Europäischen Union,
- den EFTA-Staaten (Island, Liechtenstein, Norwegen, Schweiz),
- den Färöer-Inseln,
- den Teilnehmern des Barcelona-Prozesses (Algerien, Ägypten, Israel, Jordanien, Libanon, Marokko, Algerien, Palästinensische Autonomiebehörde, Syrien, Tunesien, Türkei),
- den Teilnehmern des Stabilisierungs- und Assoziierungsprozesses der Europäischen Union (Albanien, Bosnien und Herzegowina, Nordmazedonien, Montenegro, Serbien, Kosovo),
- der Republik Moldau,
- Georgien,
- und der Ukraine.

Das Abkommen wurde 2012 geschlossen und seitdem mehrfach geändert.
Der dadurch gegründete zollfreie Handelsraum wird als Pan-Euro-Med-Zone oder kurz PEM-Zone bezeichnet. 
Ziel ist es, dass einheitliche Ursprungsregeln und eine einheitliche Dokumentation für Ursprungswaren aller beteiligten Staaten gelten und diese Ursprungserzeugnisse dadurch in jeden beteiligten Staat zollfrei eingeführt werden können. Im Gegensatz zu herkömmlichen bilateralen Freihandelsabkommen soll der präferenzielle Ursprung auch bei Be- und Verarbeitungsvorgängen in mehreren beteiligten Staaten gelten. Aktuell (Stand: Januar 2025) ist dieses Ziel erst teilweise erreicht worden.